# Flesh Without Blood
"Flesh Without Blood" é uma canção da cantora, compositora e produtora musical canadense Grimes, lançada em 26 de outubro de 2015, como o primeiro single de seu quarto álbum de estúdio, Art Angels (2015). No mesmo dia, Grimes lançou o vídeo "Flesh Without Blood/Life in the Vivid Dream" para o YouTube, um videoclipe duplo com "Flesh Without Blood" e "Life in the Vivid Dream", outra música de Art Angels.

## Antecedentes
Grimes revelou através de sua conta no Twitter que "Flesh Without Blood" é uma música sobre uma amizade platônica que ela teve com uma mulher. Grimes notou como, antes de declarar sua intenção autoral, a imprensa tinha assumido que a música era sobre um relacionamento heterossexual. Ela viu isso como um exemplo de como "a imprensa impõe gênero em minhas letras" e disse que não escreve mais músicas sobre amor. Ela também a descreveu como uma música sobre "estar realmente decepcionada com alguém que você realmente admirava uma vez".

## Apresentações ao vivo
Grimes apresentou "Flesh Without Blood" com a cantora Hana no The Tonight Show Starring Jimmy Fallon no dia 4 de maio de 2016.

## Recepção crítica
A Billboard classificou "Flesh Without Blood" na 15ª posição em sua lista de fim de ano de 2015, escrevendo:
Houve vários hits pop de outro mundo no Art Angels de Grimes, mas estamos felizes que ela decidiu deixar essa despedida estratosférica dar início ao ciclo do álbum. [Grimes] nos manteve adivinhando no longo período de gestação do álbum, compartilhando "Go", uma estrondosa música EDM que ela escreveu para Rihanna, e depois admitindo que ela havia descartado todo o material de um álbum. No final, ela entregou o pop que alguns de seus fãs desejavam, sem sacrificar a estranheza que a tornou uma estrela cult. "Flesh Without Blood" é isso em poucas palavras—um gancho de arranhar o céu tirado de vocais ininteligíveis, servido sobre um baixo-ventre de guitarra sussurrante.
A Rolling Stone classificou "Flesh Without Blood" na 15ª posição em sua lista de fim de ano das 50 melhores músicas de 2015. O The Village Voice classificou "Flesh Without Blood" na 12ª posição em sua pesquisa anual de críticos de fim de ano. A Time nomeou "Flesh Without Blood" a melhor música de 2015. A Pitchfork nomeou "Flesh Without Blood" a 7ª melhor música e o 18º melhor videoclipe de 2015. A música também ficou em #71 no anual Triple J Hottest 100 de 2015.

## Faixas e formatos
CD single promocional dos Países Baixos
1. "Flesh Without Blood" – 3:34[nota 1]

Download digital e streaming
1. "Flesh Without Blood" – 4:24

## Desempenho nas paradas musicais
| Parada (2012)                                             | Melhor posição |
| --------------------------------------------------------- | -------------- |
| Bélgica (Ultratip de Flandres)                            | 84             |
| Canadá – Canada Rock (Billboard)                          | 46             |
| Reino Unido – UK Indie (OCC)                              | 27             |
| Estados Unidos – Hot Dance/Electronic Songs (Billboard)   | 18             |
| Estados Unidos – Hot Rock & Alternative Songs (Billboard) | 23             |

### Paradas de fim de ano
| Parada (2016)                                           | Melhor posição |
| ------------------------------------------------------- | -------------- |
| Estados Unidos – Hot Dance/Electronic Songs (Billboard) | 95             |

## Uso na mídia
- A canção foi usada no terceiro episódio da quarta temporada de Mr. Robot, "403 Forbidden".